# Ralph Rensen
Ralph Rensen (Liverpool, 1933 - Peel, 16 de junio de 1961) fue un piloto de motociclismo británico, que compitió en pruebas del Campeonato del Mundo de Motociclismo desde 1955 hasta su muerte en 1961.

## Carrera
Hijo de un empresario alemán ubicado ewn en Crosby, comenzó su carrera en 1953 y 1954, pero solo terminó este último año. Desde 1955 hasta su muerte en 1961, disputó la TT Isla de Man cada año y en el Gran Premio del Ulster, siempre con modelos de Norton Manx, excepto la Velocette de 250cc que corrió en 1957.
En 1959 también disputó la carrera de 500cc del Gran Premio de Francia y en 1960, sumó sus primeros puntos en el Muncdial cuando terminó quintó en el Junior TT y cuarto en el Gran Premio del Ulster. Como resultado, ocupó el duodécimo puesto tanto en 350 como en 500cc del Campeonato Mundial.

## Muerte
En 1961, fue contratado como conductor de fábrica de Bultaco. Su temporada comenzó disputando la carrera del Gran Premio de Alemania, en la que abandonó. 
En la siguiente carrera (la TT Isla de Man), terminó tercero en la carrera de Junior TT por detrás de Phil Read(Norton) y Gary Hocking ( MV Agusta ) y sexto en la carrera de Lightweight 125 cc TT. Pero en la carrera de mayor cilindrada (TT Senior) se estrelló en la undécima curva de Snaefell Mountain. Fue póstumamente sexto en la general de 350cc y 19.º en la de 125cc.

## Resultados en el Campeonato del Mundo
Sistema de puntuación desde 1950 hasta 1968:
| Posición | 1 | 2 | 3 | 4 | 5 | 6 |
| Puntos   | 8 | 6 | 4 | 3 | 2 | 1 |

(Carreras en negrita indica pole position; carreras en cursiva indica vuelta rápida)
| Año  | Clase | Moto      | 1       | 2       | 3       | 4           | 5      | 6      | 7      | 8     | 9     | 10    | 11    | 12 | 13 | Pts | Pos  |
| ---- | ----- | --------- | ------- | ------- | ------- | ----------- | ------ | ------ | ------ | ----- | ----- | ----- | ----- | -- | -- | --- | ---- |
| 1955 | 350cc | Norton    |         | FRA -   | IOM Ret | RFA -       | BEL -  | NED -  | ULS 15 | NAT - |       |       |       |    |    | 0   | -    |
| 1955 | 500cc | Norton    | ESP -   | FRA -   | IOM 33  | RFA -       | BEL -  | NED -  | ULS 16 | NAT - |       |       |       |    |    | 0   | -    |
| 1956 | 350cc | Norton    | IOM 15  | NED -   | BEL -   | RFA -       | ULS 11 | NAT -  |        |       |       |       |       |    |    | 0   | -    |
| 1956 | 500cc | Norton    | IOM 11  | NED -   | BEL -   | RFA -       | ULS 13 | NAT -  |        |       |       |       |       |    |    | 0   | -    |
| 1957 | 250cc | Velocette | GER -   | IOM Ret | NED -   | BEL -       | ULS -  | NAT -  |        |       |       |       |       |    |    | 0   | -    |
| 1957 | 350cc | Norton    | GER -   | IOM 53  | NED -   | BEL -       | ULS -  | NAT -  |        |       |       |       |       |    |    | 0   | -    |
| 1957 | 500cc | Norton    | GER -   | IOM Ret | NED -   | BEL -       | ULS 14 | NAT -  |        |       |       |       |       |    |    | 0   | -    |
| 1958 | 350cc | Norton    | IOM 13  | NED -   | BEL -   | RFA -       | SWE -  | ULS 10 | NAT -  |       |       |       |       |    |    | 0   | -    |
| 1958 | 500cc | Norton    | IOM 12  | NED -   | BEL -   | RFA -       | SWE -  | ULS 8  | NAT -  | >     |       |       |       |    |    | 0   | -    |
| 1959 | 350cc | Norton    | FRA 10  | IOM 11  | RFA -   | SWE -       |        |        | ULS -  | NAT - |       |       |       |    |    | 0   | -    |
| 1959 | 500cc | Norton    | FRA 10  | IOM 9   | RFA -   |             | NED -  | BEL -  | ULS 10 | NAT - |       |       |       |    |    | 0   | -    |
| 1960 | 250cc | NSU       |         | IOM Ret | NED -   | BEL -       | GER -  | ULS -  | NAT -  |       |       |       |       |    |    | 0   | -    |
| 1960 | 350cc | Norton    | FRA -   | IOM 5   | NED -   |             | GER -  | ULS 8  | NAT -  |       |       |       |       |    |    | 2   | 12.º |
| 1960 | 500cc | Norton    | FRA -   | IOM 10  | NED -   | BEL -       | GER -  | ULS 4  | NAT -  |       |       |       |       |    |    | 3   | 12.º |
| 1961 | 125cc | Bultaco   | ESP Ret | RFA -   | FRA -   | IOM 6       | NED -  | BEL -  | RDA -  | ULS - | NAT - | SWE - | ARG - |    |    | 1   | 21.º |
| 1961 | 250cc | Aermacchi | ESP DNQ | RFA -   | FRA -   | IOM -       | NED -  | BEL -  | RDA -  | ULS - | NAT - | SWE - | ARG - |    |    | 0   | -    |
| 1961 | 350cc | Norton    |         | RFA 4   |         | IOM 3       | NED -  |        | RDA -  | ULS - | NAT - | SWE - |       |    |    | 7   | 6.º  |
| 1961 | 500cc | Norton    |         | RFA Ret | FRA -   | IOM Ret (†) | NED -  | BEL -  | RDA -  | ULS - | NAT - | SWE - | ARG - |    |    | 0   | -    |